# امالگام، گائتنگ
امالگام، گائتنگ (به لاتین: Amalgam, Gauteng) یک شهرک در آفریقای جنوبی است که در گائوتنگ واقع شده‌است.